# Беново и Холино мало краљевство
Беново и Холино мало краљевство је британска анимирана серија из 2009. године. Приказује се у Уједињеном Краљевству на каналу Никелодеон и Каналу 5. У Србији, Црној Гори, Босни и Херцеговини и Северној Македонији се на српском језику приказивала од 2011. године на каналу ТВ Ултра, а касније на ТВ Мини. Такође и на каналима Никелодион и Ник џуниор у истим државама. Синхронизацију је радио студио Лаудворкс.

## Опис
Серија говори о принцези Холи и патуљку Бену, који живе у зачараном, магичном царству препуном вила, патуљака и инсеката.

## Ликови
- Бен је патуљак и један од главних ликова поред принцезе Холи. Његови родитељи су Господин и госпођа патуљак. Он живи са мамом и татом. Он живи у великом дрвету патуљака број 4. Бен носи плаву кошуљу, кошуљу и шешир где је стављен храстов лист. Он има пуно пријатеља, али највише се дружи са Холи.
- Холи је вила и једна од главних улога поред патуљка Бена. Она живи са мамом, татом и малим сестрама. Она воли да користи магију, али јој не иде. Највише се дружи са патуљком Беном. Родитељи су краљ и краљица Чичак. Носи розе хаљину и има малу круну.
- Дадиља Шљивка је Холина, Дејзина и Попина дадиља, учитељица и домаћица краља и краљице. Она је врло добра у магији и да прича језик животиња. Она је и зубић вила. Она ривали Старог патуљка. Она носи љубичасту хаљину и има црну косу.
- Краљ Чичак је краљ Малог краљевства. Он је Холин, Дејзин и Попин тата. Он је често мрзовољан и гладан. Он носи браон мајицу и има тамно жуту круну. Он нема косу.
- Краљица Боца је краљица Малог краљевства и супруга краља Чичка. Она је Холина, Дејзина и Попина мама. Она се не појављује тако често као Холи, али је одговорна и никада се не љути. Она носи тиркизну хаљину и има светлуцаву круну.
- Дејзи и Попи су Холине сестре близнакиње. Они нису врло добри у магији. Оне су прилично дрске али узрокују пуно проблема са магијом. Дејзи носи жуту хаљину, а Попи црвену. Оне су увек несташне и зато их Холи мрзи.
- Стари патуљак је патуљак који живи на дрвету патуљака у соби 98. Такође је мудри кројач и библиотекар. Такође он покреће школу патуљака и фабрику. На његовом шеширу се налази јаворов лист. Он ривали Дадиљу Шљивку и јако мрзи магије. Он је често непристојан да се вила слаже у раду патуљака и радњама.
- Господин патуљак је Бенов тата. Његов посао је да на разним местима достави ствари, као што до дворца даје храну. Његова супруга се увек жали јер ради превише напорно. Он је често мрзовољан.
- Госпођа патуљак је Бенова мама. Она има љиљанов лист и цвет на њеном шеширу.
- Гастон бубамара је мушка бубамара која живи у малој пећини. Он воли своју кућу неуредну као и храну која је смрдљива. Њему не смета да превози Бена. Дадиља Шљивка преводи за њега прилично често. Он врло делује сличном псу зато што лаје кад он „говори“
- Љубичица је вила и једна Холина пријатељица. Она носи љубичасту хаљину и има розе косу.
- Јагодица је вила и једна Холина пријатељица. Она носи светло зелену хаљину и има црвену косу.
- Цвета је вила и једна Холина пријатељица. Она носи црвену хаљину, црвени лук и има црну косу.
- Барнаби је патуљак и један од Бенових пријатеља. Он носи смеђу кошуљу и браон кратке панталоне. Он воли да игра фудбал. На његовом шеширу се налази лист пшенице. Он има плаву косу, а његов ујак је Црвенобради, гусар.
- Џејк је патуљак и један од Бенових пријатеља. Он носи сиву мајицу и шортс.
- Лизи је патуљак и један од Бенових пријатељица. Она носи шешир где се налази розе цвет.
- Краљ и краљица Невен су рођаци краљевске породице Чичак. Холи и њени родитељи мисле да су досадни и охоли али њихове особине често претварају у супротно.
- Црвенобради је Барбанијев ујак и гусар. Он тврди да је пират, али добар је у природи. Али често предозира као што љуби Дадиљу Шљивку на длан и сваки пут говори за њу. Он носи гусарску капу.

## Улоге
| Име лика            | Име глумца               |
| ------------------- | ------------------------ |
| Принцеза Холи       | Aлександра Ширкић        |
| Патуљак Бен         | Александра Ђурић         |
| Дадиља Шљивка       | Ана Марковић             |
| Краљица Боца        | Наташа Балог             |
| Краљ Чичак          | Марко Живић              |
| Стари мудри патуљак | Срба Милин               |
| Госпођа Патуљак     | Сара Аврамовски          |
| Господин Патуљак    | Владан Милић             |
| Луси                | Тамара Драгичевић        |
| Лусин тата          | Марко Мрђеновић          |
| Лусина мама         | Тамара Драгичевић        |
| Црвенобради         | Горан Поповић            |
| Гном                | Горан Поповић            |
| Барнаби             | Јелена Ђорђевић Поповић  |
| Цвета               | Ивана Александровић Ivee |
| Веца вештица        | Ивана Александровић Ivee |
| Госпођа Колачић     | Ивана Александровић Ivee |
| Госпођа Фиг         | Наташа Балог             |
| Госпођа Фотерингил  | Ивана Александровић Ivee |
| Деда Мраз           | Душко Премовић           |
| Наратор             | Душко Премовић           |

## Географија
Пре почетка епизоде прикаже се мапа и наратор каже „Данашња авантура почиње у“ (зависи где почиње). На централом делу се налази ливада. Остале локације су:
- Гастонова пећина (северозапад)
- Ветрењача патуљака (североисток)
- Дрво патуљака (исток)
- Фарма патуљака (у даљем истоку)
- Језеро жаба (југоисток)
- Краљевски терен за голф (југозапад)
- Мали замак (запад)
- Кућа Веце вештице (у даљем западу)